# حبيب لافي
حبيب لافي (بالفارسية: حبیب لوی) هو مؤرخ إيراني، ولد في 1 أكتوبر 1896 في طهران في إيران، وتوفي في 1984 في لوس أنجلوس في الولايات المتحدة.